# Рай (фильм, 1982)
«Рай» (англ. Paradise) — канадский романтический приключенческий фильм Стюарта Гилларда. Дебют в кино Фиби Кейтс.

## Сюжет
1823 год. Молодая британка Сара (Фиби Кейтс) вместе со своим слугой Джеффри путешествует из Багдада в Дамаск. В Багдаде на девушку обращает внимание работорговец, известный под именем Шакал. Он хочет купить эту девушку у её проводника для своего гарема, но получает отказ. Караван Сары покидает Багдад и отправляется далее в Дамаск. В это время к каравану присоединяется американская супружеская чета с сыном Дэвидом. Во время остановки в оазисе на караван нападает банда Шакала, которая всех вырезает. Спастись удаётся лишь Саре, Дэвиду и Джефри.
Не зная дороги, беглецы отправляются в путешествие по пустыне. В пути компания натыкается на небольшой лагерь, и Джеффри отправляется на разведку. Слуга погибает, поскольку оказывается, что этот лагерь принадлежит людям Шакала. Теперь подросткам приходится выживать самим, периодически перебираясь от одного оазиса к другому из-за идущей по их следу шайки Шакала.

## В ролях
- Фиби Кейтс — Сара
- Вилли Эймс — Дэвид
- Тувиа Тави — Шакал
- Ричард Кёрнок — Джеффри
- Нил Випонд — священник
- Авива Маркус — Рэйчел
- Йосси Шиллоах — Ахмед

## Производство
Съёмки фильма проходили в Израиле, в том числе в Тель-Авиве, а также на Мёртвом и Галилейском морях.
Фильм стал актёрским дебютом для актрисы Фиби Кейтс, которая также исполнила заглавную песню фильма. На момент съёмок Фиби была несовершеннолетней (ей было 17 лет), при этом в фильме присутствует несколько сцен, в которых она полностью обнажена. Из-за обилия сцен наготы и сексуального контента фильм получил рейтинг R. По словам Фиби, не во всех сценах, где её героиня обнажается, можно увидеть её саму — желая добавить ещё больше наготы, продюсеры настояли на том, чтобы некоторые откровенные эпизоды были досняты при помощи дублёров. Фиби не понравилась окончательная версия фильма, и она не стала принимать участие в его продвижении. Тем не менее, исполненная актрисой заглавная песня стала весьма популярной, и впоследствии она много раз исполняла её на концертах.

## Критика
Фильм был встречен прохладно. В основном критики отмечали, что он очень похож на вышедшую несколькими годами ранее «Голубую лагуну» (1980). На Metacritic средневзвешенная оценка, основанная на 5 рецензиях, составила 20 баллов из 100, что указывает на «в целом неблагоприятные отзывы». В статье для The Washington Post Том Шейлз заявил, что Рай «состоит из 100 минут мучительной скуки, приправленной в равной степени мучительным смущением». Он также раскритиковал изображение Шакала, назвав его «оскорбительно стереотипным арабом».